# Heksemesteren
Heksemesteren er en bogserie på 15 romaner skrevet af den norske-svenske forfatter Margit Sandemo. Bøgerne blev skrevet 1991-1994. Romaner om en islandsk heksemester, som vinder hjertet af en troskyldig og naiv pige ved navn Tiril. Den mystiske og okkulte Móri havde kun ét ønske: at blive verdens bedste heksmester. 
Serien er bl.a. udgivet på både norsk, dansk, svensk, islandsk, finsk, polsk og ungarsk.
Hovedtemaet i Heksemesteren er kærlighed, mystik, drama og det overnaturlige.

## Bøgerne i serien
|    | Titel                   | Originaltitel           | Udgivelsesår | Synopsis |
| 1  | Trolddom                | Trolldom                | 1991         | Tiril Dahl vokser op som et ensomt og uselvisk barn i skyggen af sin smukke søster Carla. Med årene begynder der at ske onde og mystiske hændelser omkring de unge søstre. Tiril befinder sig pludseligt i et håbløst dilemma som tager overhånd. Hjælpen kommer i skikkelse af den unge forretningsmand Erling, men samtidig dukker en mystisk, skræmmende islænding op. Hans navn er Móri og han har sat sig det mål at blive alle tiders største heksemester.                                                |
| 2  | Lyset i dine øjne       | Ljuset i dina ögon      | 1991         | Tiril, Erling og Móri er blevet skilt ad…Tiril er flygtet i en jolle fra to mænd, der vil dræbe hende, og strander på en ø, hvor en gådefuld, ensom kvinde holder til. Samtidig forsøger hendes ven Erling desperat og fortvivlet at finde hende. På Island har heksemesteren Móri kastet sig ud i en hasarderet mission – han vil mane trolddomsbogen ’Den rødskindede’ op fra en gammel grav. Da Tiril får et telepatisk budskab om at hans liv er i fare, sætter hun alt ind på at komme ham til undsætning. |
| 3  | Når mørket falder på    | När mörkret faller      | 1992         | |
| 4  | Ondskabens ansigt       | Ondskapens ansikt       | 1992         | |
| 5  | Ildprøven               | Eldprovet               | 1992         | |
| 6  | Elverlys                | Irrbloss                | 1992         | |
| 7  | Værgeløs                | De värnlösa             | 1993         | |
| 8  | Ridtet mod vest         | Ritten mot väster       | 1994         | |
| 9  | Det flammende sværd     | Eldsvärdet              | 1993         | |
| 10 | Dværgeråb               | Dvärgarop               | 1993         | |
| 11 | Skammens hus            | Skammens hus            | 1993         | |
| 12 | Sagn om glemte riger    | Sagor om glömda riken   | 1993         | |
| 13 | Klostret i Tårernes dal | Klostret i Tårarnas dal | 1993         | |
| 14 | Frostens Datter         | Frostens dotter         | 1993         | |
| 15 | Ind i det ukendte       | Ind i det okända        | 1994         | |